# 开关磁阻电动机
切換式磁阻馬達（英語：switched reluctance motor），是用轉子磁阻不平均產生的磁阻力矩而旋轉的馬達，屬於磁阻馬達。切換式磁阻馬達的電源是接到定子的繞組（和直流有刷馬達接到轉子繞組的情形不同）。因為電源不用接到旋轉部份，在機械設計上大為簡化，但需要設計切換系統，配合各繞組位置提供對應的電流，在電機設計上比較複雜。電子設備可以精準的進行時序的切換，因此有助於使用切換式磁阻馬達。切換式磁阻馬達的主要缺點是其轉矩漣波。目前已有些控制技術可以限制低速時的轉矩漣波。有些文獻認為切換式磁阻馬達屬於步進馬達，有些則認為不算步進馬達。
切換式磁阻馬達也可以當成發電機使用。會配合轉動情況，依序將負載接到對應的線圈，以和旋轉的電流同步。因為其轉子是可磁化材料組成的開槽圓柱組成，這類的發電機轉速可以比傳統的發電機還快。此應用下的SRM是指切換式磁阻電機（Switched Reluctance Machine），也有些會稱為SRG（切換式磁阻發電機）。此組態可以做為電動機及發電機，在啟動原動機時不需要額外的啟動馬達，格外方便。

## 歷史
第一個切換式磁阻馬達的專利是美國的W. H. Taylor在1838年提出
切換式磁阻馬達的運作原理是在1970年代左右提出，在1980年代起也由Peter Lawrenson等人繼續擴充。當時有些專家認為此技術不可行，而實際應用也會受到限制，部份原因可能是因為控制技術還不成熟、沒有適合的應用場合，以及產量過低導致的高成本。

## 運作原理
切換式磁阻馬達有場繞組，類似直流电动机的定子繞組。不過其轉子沒有永久磁鐵，也沒有線圈。轉子是由軟磁性材料（多半會是疊層材料）製成的凸極轉子（有突出的磁極）。若定子繞組上有通電，轉子不平衡的磁阻會使轉子旋轉，設法對正最近的定子。為了使轉子旋轉，會利用電子控制系統偵測轉子位置，並且在轉子接下來要經過的定子繞組上激磁，使定子磁場「帶領」轉子前進。切換式磁阻馬達不像直流有刷馬達，用整流子來切換電流，切換式磁阻馬達利用電子的位置感測器來感測轉子的角度，再透過固态电子器件來切換定子繞組，因此可以進行脈波時序以及脈波整形的動態控制，這和异步电动机原理有些相似，但仍有不同。异步电动机的定子也是依旋轉磁場來進行激磁，但切換式磁阻馬達中，轉子的激磁是固定的，且轉子的旋轉和旋轉磁場同步，但在异步电动机中，轉子的旋轉和旋轉磁場存在滑差，轉子會略為落後旋轉磁場。切換式磁阻馬達因為沒有滑差，可以精確的知道轉子位置，讓馬達可以低速步進前進。

### 簡易切換
若定子線圈A0和A1激磁，轉子會對正這些線圈。只要轉子對正這些線圈，定子就可以先將這些線圈消磁，再將定子線圈B0和B1激磁，轉子會往前進，再對正新激磁的線圈B。接下來線圈B會消磁，線圈C激磁……。若要反轉，將上述激磁和消磁的線圈順序相反即可。不過重載或／及高加速度（或減速度）都可能會使此順序不穩定，例如跳過一步等，此時轉子會轉到錯誤的角度，例如突然反轉一步再恢復正常轉動。

### 正交
另一個比較穩定的系統是正交（quadrature）切換。在任一時間會有兩組線圈激磁。一開始是A0和A1形成的線圈激磁，接著是是B0和B1形成的線圈激磁，將轉子推往線圈A和B之間。接著A的磁極會消磁，轉子會對正到線圈B，接下來是BC、C和CA，完成一次旋轉。若將此順序顛倒，即可使馬達反轉。
正交切換的運轉更穩定，其占空比是1/2，比簡易切換的1/3要高。

## 控制
切換式磁阻馬達的控制系統需要提供順序的脈波訊號給電源電路，以激磁對應的定子線圈。這可以用機電裝置（例如整流子）進行，也可以用簡單的類比或數位計時電路進行。
許多的控制器中都採用可编程逻辑控制器（PLC），不是早期的機電裝置。可以用微控器來進行準確的相位激磁計時功能。也可以有軟體的緩衝啟動器，減少需要的硬體。也可以用反馈迴路來強化控制系統。

## 電路

非對稱橋式轉換器

最常見驅動切換式磁阻馬達的方式是使用非對稱橋式轉換器（asymmetric bridge converter）。其切換頻率是交流馬達的十分之一。
非對稱橋式轉換器的各相對應切換式磁阻馬達的各相。若某一相兩側的開關都導通，該相就會激磁。當電流超過設定值時，開關會切斷，能量會儲存在馬達繞組中，使電流維持同一方向，也會產生所謂的反电动势（BEMF）。反电动势會透過二極體流回電容器，因此此能量可以回收重覆使用，提昇效率。

N+1個開關和二極體

基本電路也可以再做調整，讓電路可以用較少的電子元件進行相同功能，此電路是(n+1)個開關和二極體的組態。
不論是哪一種組態，都會用电容器來儲存BEMF以便利用，也可以限制輸入電壓的波動，減少電氣雜訊以及馬達產生的噪音。
若切換式磁阻馬達的某一相斷路，切換式磁阻馬達仍可以繼續運轉，但力矩較小，若交流馬達的某一相斷路，就無法轉動。

## 應用
切換式磁阻馬達利用系数可达异步电机利用系数的1.4倍，有用在家電以及車輛上。

## 外部連結
- Switched Reluctance Motor Drives （页面存档备份，存于）
- Real-Time Simulation and Control of Reluctance Motor Drives for High Speed Operation with Reduced Torque Ripple
- Torrey - Switched reluctance generators and their control DOI: 10.1109/41.982243 （页面存档备份，存于）

定子六極，轉子四極开关磁阻电动机的截面，其中定子是集中繞組，轉子是由導磁性材料組成

- Asadi - Development and application of an advanced switched reluctance generator drive （页面存档备份，存于）
- SR database archive
- Adam Biernat: Electrical Machines in the Power Engineering and Automatics (Warsaw Polytechnic) （页面存档备份，存于）
- Synchronous Reluctance Motor Intoduction Concepts （页面存档备份，存于）
- https://variabledcpowersupply.com （页面存档备份，存于）